# 魯蓋特嶺
65°1′S 61°56′W / 65.017°S 61.933°W
魯蓋特嶺（英語：Rugate Ridge）是南極洲的山嶺，位於葛拉漢地東部，處於格林冰川和伊文斯冰川之間，在1955年由英國的探險隊測量，由該國的南極洲委員會命名。